# Nychiodes diversaria
Nychiodes diversaria là một loài bướm đêm trong họ Geometridae.